# Whatever You Want (Pink-Lied)
Whatever You Want ist ein Lied der US-amerikanischen Popsängerin Pink aus dem Jahr 2017.

## Hintergrund
Das Lied wurde von der Interpretin selbst, gemeinsam mit Max Martin und Karl Schuster (Shellback) geschrieben beziehungsweise komponiert. Letztere beiden zeichneten darüber hinaus für die Produktion verantwortlich.
Die Erstveröffentlichung von Whatever You Want erfolgte als Teil von Pinks siebten Studioalbum Beautiful Trauma am 13. Oktober 2017 durch das Musiklabel RCA Records. Am 2. März 2018 erschien es erstmals als dritte Singleauskopplung des Albums.

## Musikvideo
Das dazugehörige Musikvideo entstand unter der Regie von Brad Comfort. In dem Video spielen neben Pinks Ehemann, dem Motocrossfahrer Carey Hart, die Schauspieler Jack Gilinsky, Leslie Odom Jr. und Alexandria Wailes mit. Es zählte bis August 2023 über 33 Millionen Aufrufe auf YouTube.

## Kommerzieller Erfolg

### Chartplatzierungen
| ChartsChartplatzierungen | Höchstplatzierung | Wochen |
| ------------------------ | ----------------- | ------ |
| Schweiz (IFPI)           | 79 (1 Wo.)        | 1      |

### Auszeichnungen für Musikverkäufe
| Land/Region       | Auszeichnungen für Musikverkäufe (Land/Region, Auszeichnung, Verkäufe) | Verkäufe |
| ----------------- | ---------------------------------------------------------------------- | -------- |
| Australien (ARIA) | Gold                                                                   | 35.000   |
| Neuseeland (RMNZ) | Gold                                                                   | 15.000   |
| Insgesamt         | 2× Gold ·                                                              | 50.000   |

Hauptartikel: Pink (Musikerin)/Auszeichnungen für Musikverkäufe